# Katastrofa lotu Fine Air 101
Katastrofa lotu Fine Air 101 – katastrofa lotnicza, która wydarzyła się 7 sierpnia 1997 roku, tuż po starcie z międzynarodowego lotniska w Miami. Kilka sekund po osiągnięciu prędkości V1, DC-8 linii Fine Air wysoko zadarł dziób i rozbił się, zabijając 3 członków załogi, lecącego z nimi strażnika ładunku oraz 1 osobę na ziemi.

## Samolot
Samolotem, który uległ katastrofie, był 29-letni McDonnell Douglas DC-8 należący do towarowej linii lotniczej Fine Air. Posiadał numery rejestracyjne N27UA.

## Przebieg katastrofy
DC-8 rozpoczął rozbieg na pasie 27R (dzisiejszy 26L) o godzinie 12:34 czasu lokalnego. Po osiągnięciu prędkości V1 piloci standardowo wystartowali, jednak tuż po starcie samolot zaczął wysoko podnosić dziób. W końcu samolot tak bardzo zwolnił, że doszło do przeciągnięcia. Kapitan zwiększył moc silników i próbował opuścić nos, mimo to samolot zaczął opadać. Maszyna już po kilku sekundach rozbiła się na ruchliwej ulicy zabijając cztery osoby na pokładzie oraz jedną osobę na ziemi.

## Przyczyny wypadku
Narodowa Rada Bezpieczeństwa Transportu (NTSB) wydała oficjalny raport w 1998 roku. Opisała w nim, że przyczyną wypadku był źle rozmieszczony ładunek, który spowodował przesunięcie się środka ciężkości. Odkryto również, że samolot był przeciążony o ponad 2,7 tony. Przez to maszyna za bardzo podniosła dziób i runęła na ziemię.